# Mária Mačošková
Mária Mačošková (* 30. březen 1940, Potôčky) je zpěvačka lidových písní.
Podle portálu osobnosti.sk patří k nejvýznamnějším osobnostem kulturního života Rusínů na Slovensku. V letech 1956-1995 zpívala v Poddukelský uměleckém lidovém souboru.

## Ocenění
- 1978: Vzorný pracovník kultury
- 1985: Zasloužilá umělkyně

## Neúplná diskografie
- 2003: Zaspivajme sobi trjoma holosamy - Let 'sing together in trio -, MC, CD (Three stars - Mária Mačošková, Anna Servická, Andrea Sikoryakova)[2]
- 2004: Try Zvizda tr'och generacija - Three stars Three generations -, MC, CD (Three stars - Mária Mačošková, Anna Servická, Andrea Sikoryakova)
- 2007: Cornel oči jak teren - Marka Mačošková a Anka Poráčová, LH Ondřeje Kandráč a hosté z LH Železiar - Folklórní sdružení Anička R209 0001-2- 731, CD[3]

### Kompilace
- 2002: rusínského písně Spiše, Šariše a Zemplína - OĽUN -, MC, CD
- 2004: A čija to chýše - Pyramida, CD (album získal platinovou desku[4][5])